# Cerkev Božjega groba, Čirkovče pri Pliberku
Članek opisuje cerkev na Avstrijskem Koroškem. Cerkev v Jeruzalemu opisuje članek Bazilika Božjega groba, Jeruzalem.
Koordinati: 46° 36’ 42.36" severne širine, 14° 47’ 58.46" zahodne dolžine
Cerkev Božjega groba stoji na griču Humec pri Pliberku.
Cerkev je podružnica Župnije Pliberk in stoji vrhu griča Humec nad vasjo Čirkoviče severno od  Pliberka. Šteje med redke baročne novogradnje na Koroškem. Cerkev je cilj podjunskega romanja, teka na tri gore.

## Zgodovina
Valvasor omenja 1688. malo  romarsko cerkev na razglednem griču. Po požaru leta 1711 so se domačini zaobljubili, da bodo zgradili novo in večjo cerkev. Vendar so se nekateri cerkveni krogi  temu uprli, da bi preprečili konkurenco do drugih romarskih središč. Zato so grofje Thurn-Valsassina, obrtniki iz Lipice in meščani Pliberka skupno zgradili novo cerkev šele med letoma 1761 in 1772. Leta 1772 jo je posvetil ljubljanski škofa. Med letoma 1987 in 1991 so je restavrirali, leta 2003 pa so restavrirali freske v ladji.

## Arhitektura
Cerkev ima križnati tloris. Oba pročelna stolpa na zahodni strani krasita čebulasti strehi. Ladja je podaljšana za eno travejo kor z dvema simetričnima stranskima polkroglima kapelicama. Nad križiščem ladij se nahaja kupola, ki jo pa od zunanj le opazna po šeststranski laterni (svetlobnica s čebulasto streho). Mogočno pročelje z dvema stolpoma strukturirajo lizene. Mogočno zahodno pročelje je posebej poudarjeno z oporniki in s temenskim zidakom, nad tem pa je prikazano Kristusovo polaganje v grob. 
V notranjosti sloni osrednja kupola na mogočnih stebrih. Severno in južno se nahajajo zaokrožene apside (konhe), vzhodno pa globlja apsida kora. Južno od kora je zakristija, nad njo pa na obeh straneh kora oratorija. Banjasti obok  ladje  strukturirata dve slepi arkadi.  Triosni križnasti obok pod emporo izstopa nekoliko v sredini. Zaradi velikih oken je celotna cerkev zelo svetla.

## Stensko slikarstvo
Stene in stropovi so poslikani s freskami. Prostor med scenskimi prizori krasi ornamentalno slikarstvo. Mojster poslikave v kupoli je Johann Fran. Kleinneger, kot je zapisano v neki kartuši. V kronogramu pod grbom grofov Thurn-Valsassina  je zapisana letnica nastajanje 1765. Kor in ladjo je v podobnem slogu leta 1914 poslikal Osvald Bierti (Oswald Bierti).

## Oprema
Na baročnem velikem oltarju iz leta 1765 je skupino pod križem ter Marija in Janez. Pod menzo je sveti grob za baročnimi rešetkami. Na oltarnem nastavku sta uprizorjena Bog oče in Sveti Duh. Zaključek tabernaklja predstavlja pelikan, ki se žrtvuje. 
Oba stranska oltarja sta nastala okoli 1770, slike pa so pripisane Janezu Andreju Straussu (Johann Andreas Strauss). Na levem oltarju vidimo sv. Notburgo, ter kipa  sv. Helene in Marije Magdalene. Na desnem oltarju je prikazan sv. Izidor. Tam sta tudi kipa sv. Antona in sv. Vendelina.
Prižnica je iz tretje četrtine 18. stoletja.  Na zvitkih prižnice sedijo štirje evangelisti. Zaključek zvočne strehe tvori vstali Kristus na oblakih. Pri njegovih nogah sedijo trije angelčki in štiri ovce. Na spodnji strani zvočne strehe je golobček Svetega Duha v svetlobnem vencu. Prižnica in kipi stranskih oltarjev so verjetno delo Mihaela Zilla.
Velika votivna slika iz leta 1744 prikazuje romanje k stari cerkvi in spominja na zaobljubo izgradnje nove cerkve.